# Гори, Эдвард
Эдвард Гори (англ. Edward Gorey, 22 февраля 1925 — 15 апреля 2000) — американский писатель и художник, известный своими книжными иллюстрациями в стиле макабр.

## Ранние годы
Эдвард Сент-Джон Гори родился в городе Чикаго в США. Его родители, Хелен Дунхам (Гарви) и Эдвард Ли Гори, развелись в 1936 году, когда ему было 11 лет, а затем снова поженились в 1952 году, когда Эдварду исполнилось 27. Одна из его мачех, Коринна Мура (1909—1965), была певицей кабаре, снявшейся в эпизоде классического фильма «Касабланка», где она играла на гитаре и исполняла «Марсельезу» в «Кафе Рика». Отец Гори был журналистом. Прабабушка по материнской линии, Хелен Сент-Джон Харви, была популярной писательницей текстов поздравлений для открыток и актрисой. Эдвард утверждал, что именно от неё он унаследовал свои таланты.
Гори посещал частную Школу Франсиса В. Паркера. Позднее он провёл два года, с 1944 по 1946, в армии, в штате Юта, с 1946 по 1950 год учился в Гарвардском университете, где изучал французский и делил комнату с поэтом Фрэнком О’Хара. В ранние 1950-е годы Гори с группой выпускников Гарварда, включая Элисон Лури, Джона Эшбери, Доналда Холла (1951), Фрэнка О’Хара и многих других, основал поэтический театр в Кембридже при поддержке Джона Чиарди и Торнтона Уайлдера. Гори часто заявлял позднее, что профессионально обучался искусству рисования совсем немного, в течение лишь одного семестра в 1943 году в школе искусств в Чикаго.

## Личная жизнь
Эдвард Гори — асексуал.

## Память
22 февраля 2013 Google посвятил Эдварду Гори праздничный дудл.
В 2002 году группа The Tiger Lillies записала альбом под названием «The Gorey End», в память о смерти любимого писателя и иллюстратора фронтмена группы.